# Farol de Bodie Island
O Farol de Bodie Island, ou Farol da Ilha Bodie é o terceiro farol que ficou nessa vizinhança de Bodie Island, e  nas Outer Banks, nos Estados Unidos da América. Foi construído em 1872 à base de tijolos e de ferro fundido. Possuí cerca de 48,0 metros de altura e o alcance do feixe de luz para um observador é de 18 nmi (33 km).
Atualmente não é possível ao público escalar o farol, mas obras de restauração da estrutura visam tornar a escalagem possível.

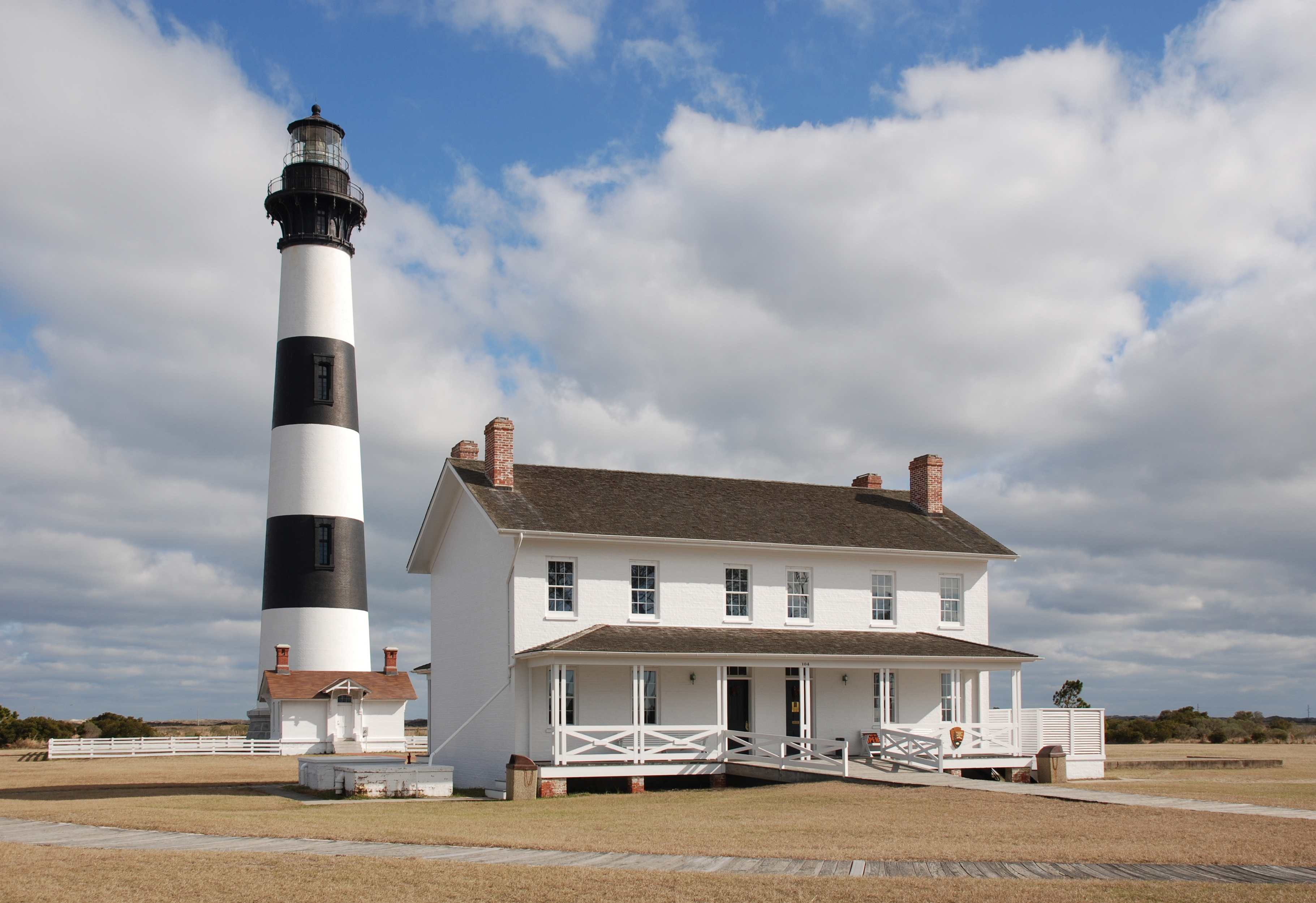
Imagem mostrando o Farol de Bodie Island